# Как меня зовут
«Как меня зовут» — дебютный полнометражный фильм российского режиссёра Нигины Сайфуллаевой. В главных ролях Александра Бортич, Марина Васильева и Константин Лавроненко. Лента вышла в прокат в России 27 ноября 2014 года.
На Кинотавре-2014 картина получила специальный диплом жюри «За легкое дыхание и художественную целостность».

## Сюжет
Две подруги Оля и Саша, только что окончившие школу, приезжают из Москвы в Алупку, чтобы познакомиться с папой Ольги. Папа и дочь никогда раньше не виделись, однако первый знает по имени своего единственного ребёнка, с которым он переписывался до этого. Оля очень волнуется перед встречей с отцом, тогда Саша предлагает на время исполнить её роль, поменявшись именем.

## В ролях
| Актёр                 | Роль             |
| --------------------- | ---------------- |
| Александра Бортич     | Саша             |
| Константин Лавроненко | Сергей, отец Оли |
| Марина Васильева      | Оля              |
| Кирилл Каганович      | Кирилл           |
| Анна Котова-Дерябина  | Света            |
| Андрей Фомин          | Петя             |

## Саундтрек
- Андрей Губин — Дай мне слово
- Мираж — Музыка нас связала
- Наталья Подольская — Любовь-наркотик
- МакSим — Знаешь ли ты
- СБПЧ — Нельзя сказать короче
- Кровосток — Теряю голову

## Создание
По словам режиссёра Нигины Сайфуллаевой, Марина Васильева участвовала в кастинге с самого начала, а Александра Бортич пришла на кастинг в последний день, и роль Анны Котовой писалась специально для неё. В фильме была сцена, в которой раскрывалось, что персонаж Ольги уже имел сексуальную связь к 17 годам, однако в финальный монтаж ленты сцена не попала. Сцена, в которой Оля занимается сексом на вечеринке, была написана уже после утверждения Марины Васильевой на роль. Фрагмент снимался в первый съёмочный день во время фестиваля КаZантип. Во время создания картины Сайфуллаева постоянно слушала группу «Кровосток», так как «они заряжают смелостью и оголтелостью».

## Критика
По мнению обозревателя сайта «Афиша», «Как меня зовут» напоминает девчачий вариант „Возвращения“ Звягинцева, однако своим мощным эротическим всплеском быстро выруливает куда-то на „Ускользающую красоту“ Бертолуччи». Кинокритик Валерий Кичин, отметив «неудачное, маловыразительное» название фильма, сказал, что его «можно считать одним из первых признаков рождения на обломках советской киноиндустрии действительно нового кинематографа». По словам киноведа Андрея Плахова, «ловишь себя на подозрении, что к фильму отнеслись бы с большим пиететом, изобрази авторы более серьезную, более амбициозную мину. И тем более ценишь, что они этого не делают». Режиссёр Михаил Местецкий назвал «Как меня зовут» самым недооценённым российским фильмом за период с 2001 по 2015 год.